# Ju Jingyi
Ju Jingyi, (chinois simplifié : 鞠婧祎 ; pinyin : Jū Jìngyī) née le 18 juin 1994 à Suining, est une actrice chanteuse et danseuse chinoise. Elle est une ancienne membre de groupe l'idole SNH48.